# Социален характер
Социалният характер е централна концепция в аналитичната социална психология на Ерих Фром. Той описва образуването на споделена характерова структура на хората в общество или социална класа според техния начин на живот и социално типични очаквания, и функционални изисквания свързани със социално адаптивното поведение. Социалният характер е същностно адаптивен към доминантния модел на производство в обществото. Според Фром, концепцията интегрира теорията на Маркс, засягаща това как модела на производство определя идеологията и концепцията на Фройд за характера.
Докато индивидуалния характер описва богатството на характеровата структура на индивида, то социалният характер описва емоционалните нагласи общи за хората в дадена социална класа или общество. Социалният характер се добива в семейството като агент на обществото, но също така се развива и в други институции на обществото като училища и работни места. Функцията на социалния характер е да мотивира хората да изпълнят очакваните социални задачи, засягащи работата и взаимодействието, образованието и консумирането. Произлизащ от взаимодействието на социо-икономическата социална структура и социалната либидинозна структура, социалният характер прави възможно използването на човешката енергия като социално продуктивен ресурс.
Ерих Фром подчертава социалните нужди, на които трябва да се подчинят членовете на обществото. За да функционира обществото адекватно, неговите членове трябва да развият характерова структура, която ги кара да правят това, което трябва да правят, за да просперира обществото. Като пример могат да послужат очакванията в авторитарното общество, че хората са мотивирани да се подчиняват на йерархията и да изпълняват безкористно инструкциите, давани им от нея. В селско общество хората са социализирани да пазят и работят независимо. Обаче в позволяваща консумирането култура хората трябва да консумират интензивно и с удоволствие. Ерих Фром дава пример за такъв тип консуматорски общества, тези в западна Европа и особено в САЩ.
По такъв начин характеровата структура във всяко общество е формирана по такъв начин, че хората да изпълняват очакванията лъжливо доброволно (тоест хората трябва да си мислят, че е доброволно, но всъщност те вече са моделирани да смятат, че правят дадена дейност доброволно). Макар всеки да развива характерови черти и характерови ориентации това ги разделя от хората, които живеят в дадени култури, хората във всяка култура със същия модел на производство споделят същите основни елементи на социалния характер.
Като теоретик на обществото Фром не се интересува от характерните особености по които индивидуалните личностни се разделят един от друг, но пита какво е общото в психологическите реакции на повечето хора. За това той изследва част от характеровата структура, която е споделена от повечето членове на обществото. Фром описва това основно ядро на характера като социален характер. Оформянето на социалния характер заема място в повечето общества на цената на спонтанността и свободата на индивидите (Не е задължително да бъде така, ако социалният характер е развиван в едно човечно общество, където целта е максималното развитие на човека според неговите индивидуални особености, то тогава социалният характер също ще е действа в тази посока, при това той вече няма да вменява чужди на човека дейности, а напротив, дейностти, които са присъщи за него, тоест развитие.)